# Edmund John Niemann

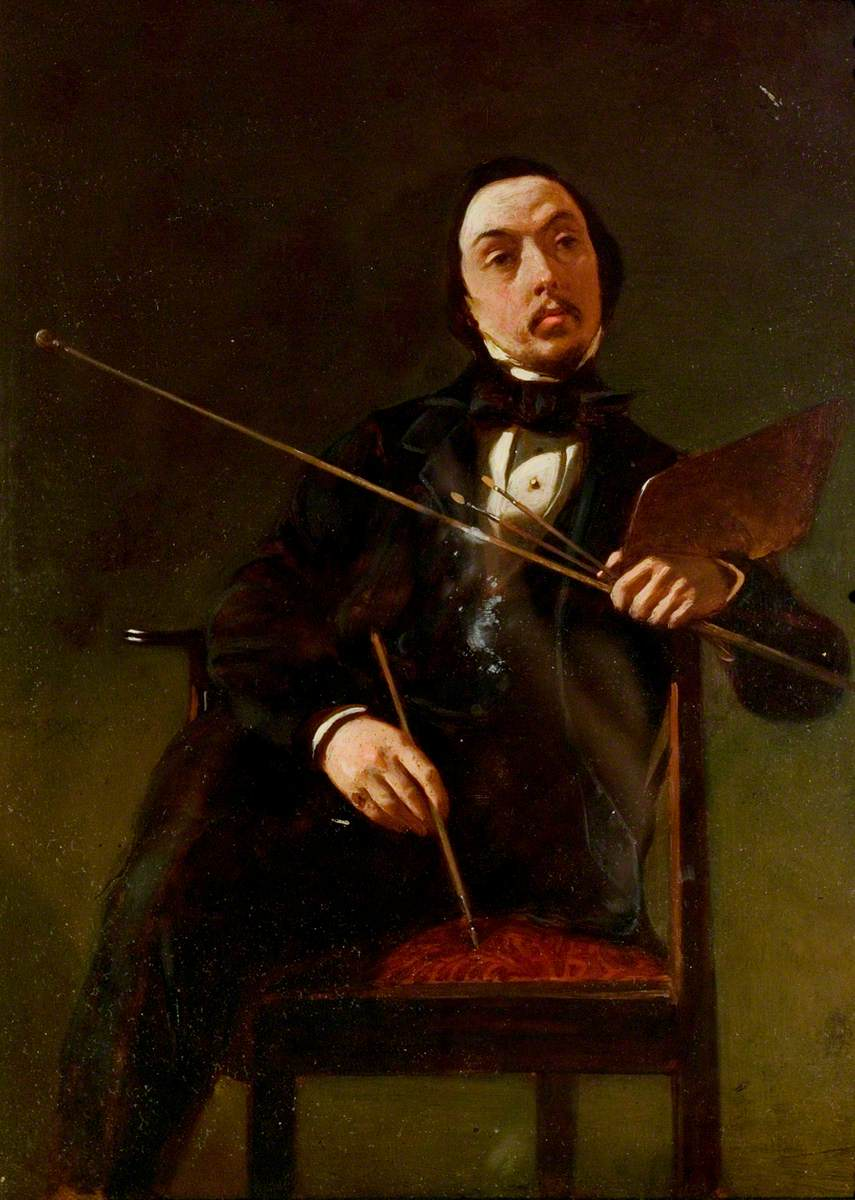
Edmund John Niemann - Autorretrato

Edmund John Niemann (1813-15 de abril de 1876) fue un paisajista inglés de gran éxito que trabajó principalmente al óleo. Nueve de sus pinturas se encuentran actualmente en la Galería de Arte de Wolverhampton.

## Trayectoria
Niemann nació en Islington, Londres en 1813. Su padre, John Diedrich Niemann, era alemán nativo de Minden, Westfalia y trabajaba en Lloyd's, en la City de Londres. Cuando era joven, Edmund trabajó también como empleado en Lloyd's, pero decidió dedicarse al arte y en 1839 se instaló en High Wycombe, en el Buckinghamshire, pintando principalmente al aire libre. Aunque disfrutó especialmente pintando el paisaje del Támesis y del río Swale, cerca de Richmond en el Yorkshire, muchas otras áreas de las islas británicas están representadas en sus obras.
Entre 1844 y 1872, expuso pinturas en diversas galerías, incluidas la Royal Academy, la British Institution, la Society of British Artists en Suffolk St, la Royal Scottish Academy, el Royal Institute, el Glasgow Institute, el Salón de París, la Academia de Artes de Liverpool y la Academia de Bellas Artes de Mánchester. Su primer cuadro expuesto fue una vista "Sobre el Támesis, cerca de Great Marlow, Bucks", un pequeño lienzo expuesto en la Royal Academy en 1844.

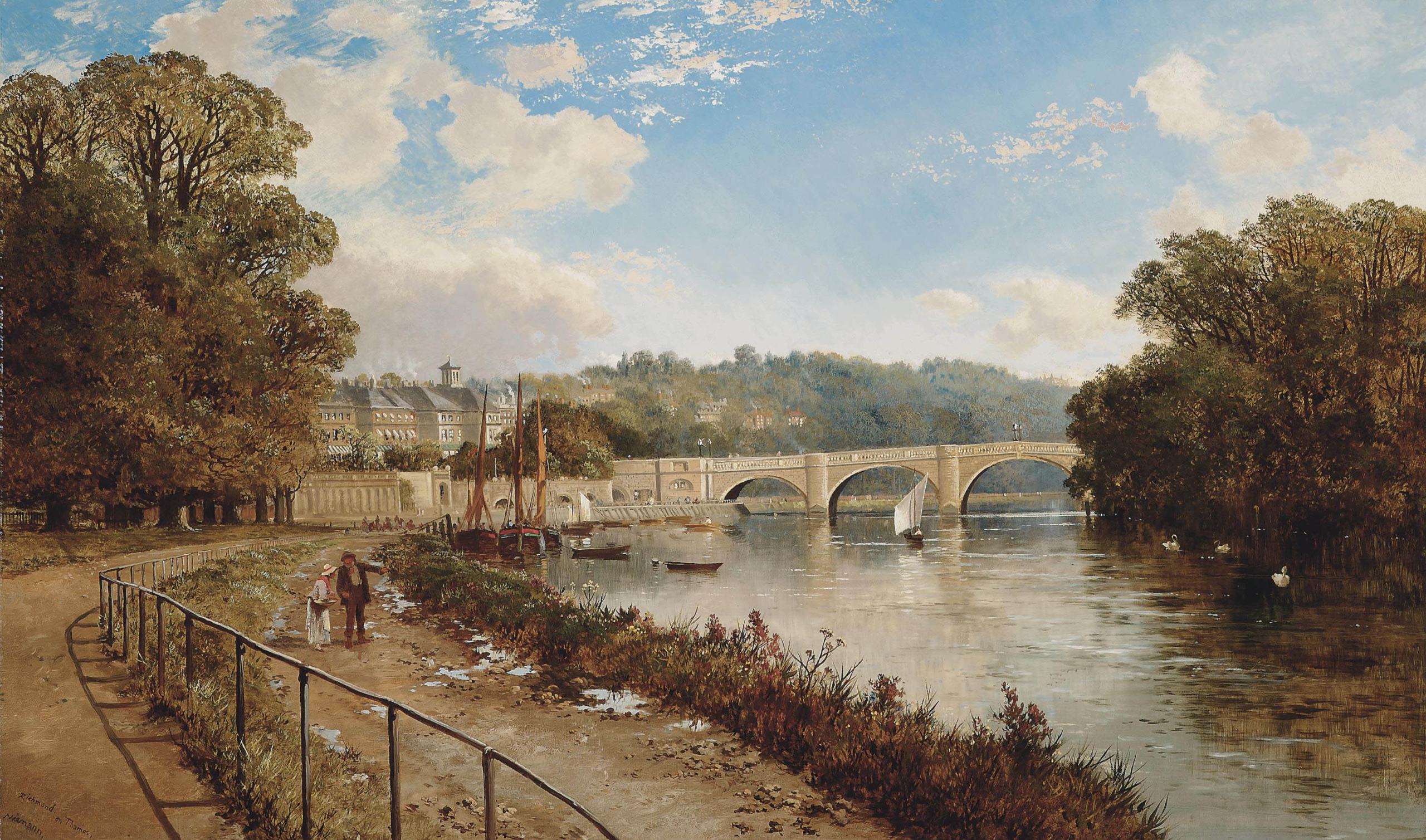
Richmond en el Támesis

Niemann y varios otros artistas, incluido Edward Armitage, no estaban satisfechos con el exclusividad pretendida por la dirección de varias sociedades artísticas importantes. En 1848 Niemann regresó a Londres para la fundación de la "Exposición Libre" celebrada en la Galería China del Hyde Park Corner. Esta exposición se inauguró con 500 obras de arte, incluidas esculturas. En 1850 se transformó en la Portland Gallery de Regent Street, y Niemann fue elegido como uno de los fideicomisarios y secretario honorario. Más tarde, la sociedad asumió el nombre de "Institución Nacional". Pero la existencia de la sociedad duró poco y en 1861 se presentó la última de sus exposiciones.
Niemann vivió en la Mount Vernon House en el barrio de Hampstead en la década de 1850. 
Sus pinturas se caracterizan por una gran versatilidad, sus colores naturales y el realismo visual, a menudo en los estilos artísticos románticos de J.M.W. Turner, Corot y Caspar David Friedrich. Su hijo, Edward H. Niemann, también fue pintor imitando el estilo de su padre.
Niemann que enfermó en sus últimos años, murió repentinamente en Brixton Hill, Surrey, de apoplejía el 15 de abril de 1876. 

## Obras
- En el Támesis, cerca de Great Marlow, Bucks, 1844
- Dovedale, Derbyshire, 1847
- Calle Buckingham, Strand, 1854
- Pescando junto a la presa, 1855
- Pescando cerca de Godalming, 1858
- Vista de Richmond, Yorkshire, 1859
- Una vista encantadora de Stapleton, 1860
- Paisaje cerca de Rochester, 1860
- Paisaje con vistas a Lincoln, 1861
- Ciudad y valle de Ffestiniog, 1864
- Shooter's Hill Farm, Hampstead, 1866 (colección privada, Holland, Míchigan)
- Ffestiniog, 1870
- Castillo de Windsor desde Cooper's Hill, Runnymede, 1876
- Pateley Moor, North Yorkshire, 1879 (con Alfred Frank de Prades) [3]
- Pynford, cerca de Surrey
- Un extenso paisaje fluvial
- El paseo de la mañana
- En el Edén, cerca de Carlisle
- Bucks dañados por las inundaciones, Mapledurham, Berks, mañana
- La Fuerza, Richmond, Yorkshire
- Una vista en Yorkshire
- Castillo de Goodrich y el Wye
- El viejo molino de agua
- Escena de un puerto mediterráneo
- Ludlow, Shropshire
- Una vista de Nottingham
- Las rocas de Elbor mirando hacia Glastonbury
- Vista de Whitby
- En el muelle
- En la costa este
- Cranbrook (Kent)
- Richmond sobre el Támesis, 1868
- Paisaje montañoso
- La era dorada
- Peones a caballo y ganado al borde del agua

## Enlaces
Edmund John Niemann en Wikimedia Commons
- Datos: Q5339596
- Multimedia: Edmund John Niemann / Q5339596